# Michèle Desbordes
Michèle Desbordes (Saint-Cyr-en-Val, 4 agosto 1940 – Baule, 24 gennaio 2006) è stata una scrittrice francese.
Curatrice di biblioteche universitarie, ha ricevuto diversi premi letterari per il suo romanzo L'offerta (titolo originale: La Demande) sulla vita di Leonardo da Vinci.

## Biografia
Dopo aver studiato letteratura alla Sorbona, divenne curatrice delle biblioteche nelle università parigine, poi in Guadalupa nelle letture pubbliche. Nel 1994 venne nominata direttrice della Biblioteca universitaria d'Orléans. Nella sua residenza a Baule ha composto i suoi poemi e romanzi.

## Opere
- Sombres dans la ville où elles se taisent (poesia), Arcane 17 (1986)
- L'Habituée, Éditions Verdier (1997)
- L'offerta (La Demande), Verdier (1999), Folio (2001)
- Le Commandement, Gallimard (2000)
- Le Lit de la mer, Gallimard (2001)
- La Robe bleue, Verdier (2004), Verdier Poche (2007)
- Dans le temps qu'il marchait, Éditions Laurence Teper (2004)
- Un été de glycine, Verdier (2005)
- L'Emprise, Verdier (2006)
- Artemisia et autres proses, Éditions Laurence Teper (2006)
- Les Petites Terres, Éditions Verdier (2008)

## Riconoscimenti
Per il suo romanzo L'offerta (La Demande):
- Prix du roman France Télévisions (1999)
- Prix du Jury Jean-Giono (1999)
- Prix des auditeurs de la RTBF (1999)
- Premio Flaiano per la narrativa (letteratura straniera, 2001)